# 徐欣瑩
徐欣瑩（1972年4月23日—），中華民國新竹縣新豐鄉出生的女性政治人物，衛星測量博士，現任新竹縣第一選舉區立法委員，曾為無黨籍、民國黨、國會政黨聯盟，2022年回歸中國國民黨。

## 家庭
父親徐鏡蘭曾擔任新豐鄉鄉長，母親簡百合服務於教育界，弟弟是徐世勳，現為臺北市政府環保局長。

## 經歷

### 求學時期
徐欣瑩國小就讀於新竹縣新豐鄉山崎國民小學，國中就讀於新豐國民中學，後考上臺北市立中山女子高級中學。國立成功大學測量工程學系畢業後，國立交通大學土木工程學系修讀碩士，後讀國立交通大學攻讀博士班。取得交通大學博士學位。

### 從政時期
2004年決定從政的徐欣瑩受時任台灣團結聯盟主席蘇進強邀請申請加入台聯黨，已填寫入黨申請表但未完成入黨程序。
2005年以無黨籍首次參與選舉，當年以第二高票當選新竹縣議員。
2008年立法委員選舉競選失利，2009年加入中國國民黨以第一高票連任新竹縣議員。
2012年立法委員選舉爭取到國民黨提名，以全國第一高票當選立法委員，
2015年立委任內退出國民黨，創立民國黨自任黨主席；
2016年與親民黨總統參選人宋楚瑜搭檔競選2016年總統選舉落敗。
2018年參選新竹縣縣長落敗
2020年立委選舉前解散民國黨並與悟覺妙天的國會政黨聯盟合併，但聯盟其後亦因敗選而解散，重回無黨籍身份；
2022年受朱立倫開展的同舟計劃邀請回歸國民黨，2024年立法委員選舉連任立法委員。
2024年4月，與傅崐萁及其他16名中國國民黨籍立法委員赴中國大陸參訪，並會見中國共產黨中央政治局常委、政協主席王滬寧和國台辦主任宋濤等人。

## 爭議

### 競選辦公室人員違反選罷法
第七屆立委選舉期間，徐欣瑩湖口競選服務處主任陳炎輝，協助湖口單車隊在餐廳內席開13桌邀集當地居民免費享用，席間並邀請立委侯選人徐欣瑩到餐會上拉票。後新竹地院審結，被告陳炎輝、陳素玲、彭金愈等3人，因違反選罷法，各處有期徒刑1年6月，念及犯後態度良好，均緩刑3年，褫奪公權1年。

## 選舉紀錄
| 年度 | 選舉屆數                 | 選舉區                                 | 所屬政黨     | 得票數    | 得票率 | 當選標記   | 備註 |
| ---- | ------------------------ | -------------------------------------- | ------------ | --------- | ------ | ---------- | ---- |
| 2005 | 第十六屆新竹縣議員選舉   | 新竹縣第一選舉區                       | 無黨籍       | 4,535     | 9.12%  |            |      |
| 2008 | 第七屆立法委員選舉       | 新竹縣立法委員選舉區                   | 無黨籍       | 60,209    | 31.32% |            |      |
| 2009 | 第十七屆新竹縣議員選舉   | 新竹縣第一選舉區                       | 中國國民黨   | 8,117     | 13.28% |            |      |
| 2012 | 第八屆立法委員選舉       | 新竹縣立法委員選舉區                   | 中國國民黨   | 171,466   | 61.70% | 全國最高票 |      |
| 2016 | 第十四任總統、副總統選舉 | 第十四任總統、副總統選舉               | 民國黨       | 1,576,861 | 12.83% |            |      |
| 2018 | 第十八屆新竹縣縣長選舉   | 新竹縣                                 | 民國黨       | 91,190    | 32.29% |            |      |
| 2020 | 第十屆立法委員選舉       | 全國不分區及僑居國外國民立法委員選舉區 | 國會政黨聯盟 | 40,331    | 0.28%  |            |      |
| 2024 | 第十一屆立法委員選舉     | 新竹縣第一選舉區                       | 中國國民黨   | 84,959    | 55.91% |            |      |

## 外部連結
- 官方网站
- 徐欣瑩的Facebook專頁
- YouTube上的徐欣瑩頻道